# Fiona Walker
Fiona Walker (nacida el 24 de mayo de 1944) es una actriz inglesa, conocida por numerosos papeles en teatro y televisión entre las décadas de 1960 y 1990.
Uno de sus primeros papeles protagónicos fue el de Sue Bridehead en una producción televisiva de la BBC de Jude the Obscure (1971). Quizás sea mejor recordada por interpretar a Agripina en la adaptación de la BBC de Yo, Claudio (1976), dirigida por Herbert Wise. Ella era Miss Meteyard, una redactora inteligente y bromista inspirada en el autor, en Murder Must Advertise de Dorothy L. Sayers, una dramatización televisiva de la BBC de 1973, y una ácida Sra. Elton en la adaptación de 1972 para BBC2 de Emma de Jane Austen. Interpretó a la desafortunada Stella Mawson en la primera adaptación de P. D. James de Anglia, Muerte de un forense (1983), también dirigida por Wise. Otras apariciones en televisión han incluido All Creatures Great and Small (1978), Pope John Paul II (1984), Bleak House (1985), The Woman in Black (1989), (dirigida por su marido), Poirot de Agatha Christie (1993), y dos series de Doctor Who, con 24 años de diferencia, interpretando a las villanas Kala en The Keys of Marinus en 1964, y Lady Peinforte en Silver Nemesis en 1988, así como una Ruth definitiva en la trilogía de Alan Ayckbourn Las conquistas de Norman – Thames Television (1977).
Sus papeles cinematográficos incluyeron a Liddy en Far from the Madding Crowd (película de 1967) (1967), la película de terror de culto The Asphyx (1972) y Century (1993), protagonizada por Charles Dance y Clive Owen.
Walker se casó con Herbert Wise en 1988, después de haber vivido juntos durante 17 años. Sus hijos, Charlie Walker-Wise y Susannah Wise, también son actores.

## Filmografía parcial
- Far from the Madding Crowd (1967) - Liddy
- Jude the Obscure (1971) - Sue Bridehead
- The Asphyx (1972) - Anna Wheatley
- The Gathering Storm (1974) - Miss Hamblin
- Pope John Paul II (1984) - Anna Loparicz
- The Woman in Black (1989) - Mrs. Toovey
- A Murder of Quality (1991) - Dorothy D'Arcy
- Century (1993) - Mrs. Pritchard